# Tümlauer Koog
Tümlauer Koog (dänisch: Tømlaus Kog) ist eine Gemeinde im Kreis Nordfriesland in Schleswig-Holstein.

## Geografie

### Geografische Lage
Das Gemeindegebiet von Tümlauer Koog umfasst einzig den namenstiftenden Koog im Westen der Halbinsel Eiderstedt südlich und anteilig östlich vom Wattenmeerbereich der Tümlauer Bucht. Es ist ein Teil des Naturraums Eiderstedter Marsch (Haupteinheit Nr. 683), eine der Schleswig-Holsteinische Marschen und Nordseeinseln.

### Nachbargemeinden
Das Gemeindegebiet wird begrenzt von jenen der Gemeinden:
|                    |                                             | Poppenbüll |
|                    | Kompassrose, die auf Nachbargemeinden zeigt |            |
| Sankt Peter-Ording |                                             | Tating     |

## Geschichte
Die Eindeichung des Tümlauer Koogs wurde 1935 abgeschlossen. Der Koog wurde bei seiner Einweihung nach dem späteren Reichsmarschall Hermann Göring benannt und hieß bis 1945 Hermann-Göring-Koog. Er war wie der im gleichen Jahr eingeweihte Adolf-Hitler-Koog (heute: Dieksanderkoog) und der im Jahr 1939 auf Pellworm eingedeichte Bupheverkoog ein Musterkoog im Rahmen der nationalsozialistischen Politik von Blut und Boden. Die Ideologie der Nationalsozialisten fiel bei der ländlichen Bevölkerung auf einen fruchtbaren Boden. Dies zeigte sich durch überdurchschnittliche Wahlergebnisse für die NSDAP im Gebiet des heutigen Kreises Nordfriesland.
Durch die Eindeichung wurde eine landwirtschaftlich nutzbare Fläche von 585 Hektar gewonnen und 32 Siedlerstellen geschaffen. Der neue Koog wurde von seinem Namensgeber Hermann Göring im Oktober 1935 persönlich eingeweiht. Die Siedler waren wie im Adolf-Hitler-Koog nach Rassegesichtspunkten streng ausgewählt worden. Hermann Göring fühlte sich für „seine“ Siedler persönlich verantwortlich und griff bei Problemen auch selbst direkt ein. Der Hermann-Göring-Koog wurde in der medialen Darstellung nicht so als Friedensleistung der Nationalsozialisten vermarktet wie der deutlich präsentere und größere Adolf-Hitler-Koog. Es fehlte auch eine vergleichbare Versammlungshalle wie die Neulandhalle, um die gewollte nationalsozialistische Kooggemeinschaft zu pflegen und nach außen zu zeigen. Das gewonnene Land war in den Kögen mit wenigen Tausend Hektar insgesamt sehr klein, eignete sich aber in idealer Weise im Sinne der nationalsozialistischen Blut-und-Boden-Ideologie den Kampf um Rasse und Raum zu verdeutlichen, da die neuen Agrarflächen im Kampf mit der „wilden Nordsee“ dem Meer abgerungen worden waren. Die Landschaft an der schleswig-holsteinischen Westküste war wie geschaffen, eine kämpferische nordische Rasse zu inszenieren.
Während des Zweiten Weltkrieges erlahmte das Interesse an dem Musterkoog schnell, da neue Siedlungsgebiete im Osten viel leichter gewonnen werden konnten. Der Untergang des Dritten Reiches bedeutete für die Bewohner der nationalsozialistischen Mustersiedlungen einen tiefen Einschnitt. Im Gegensatz zum Adolf-Hitler-Koog, wo alle handverlesenen Siedler verdiente Parteimitglieder aus der unmittelbaren Umgebung Dithmarschens waren, gab es im Hermann-Göring-Koog eine große Identitätskrise mit einer anschließenden Auflösung der Siedlergemeinschaft. Die erste Siedlergeneration wanderte zum größten Teil in der Nachkriegszeit ab.

## Religion
Einwohner evangelisch-lutherischen Glaubens in Tümlauer Koog sind Glieder der Kirchengemeinde Tating.

## Politik

### Gemeindevertretung
Bei der Kommunalwahl am 14. Mai 2023 wurden insgesamt sieben Sitze vergeben. Von diesen erhielt die Wählergemeinschaft Dorfgemeinschaft Tümlauer Koog vier Sitze und die Wählergemeinschaft Tümlauer-Koog drei Sitze.

### Bürgermeister
Für die Wahlperiode 2013–2018 wurde Christian Marwig erneut zum Bürgermeister gewählt.

### Wappen
Blasonierung: „Von Blau und Grün durch einen breiten goldenen Balken geteilt. Oben ein silberner Fischkutter und eine silberne Glocke mit Schlegel, unten ein silbernes Schaf.“
Das Wappen wurde zum 75. Koog-Jubiläum 2010 erstellt.

## Wirtschaft und Infrastruktur

### Wirtschaftsstruktur

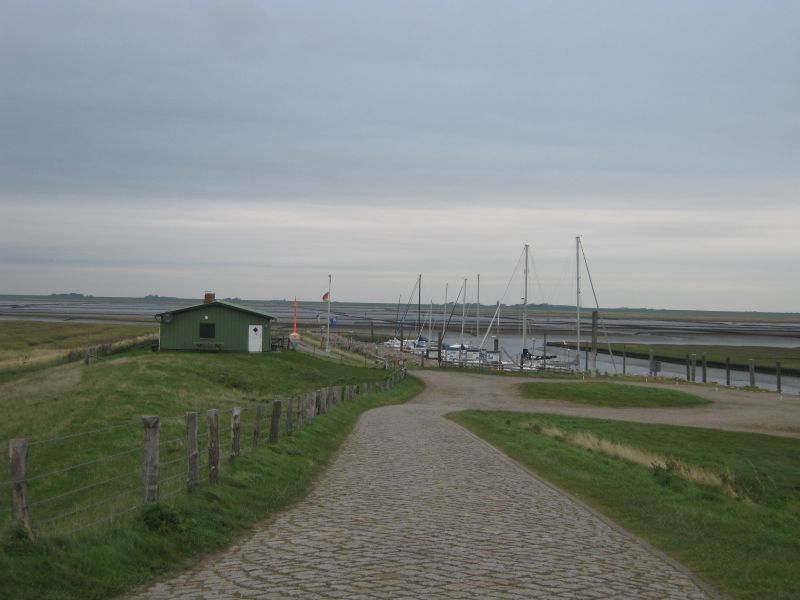
Hafen am Tümlauer Koog

Die Wirtschaft in Tümlauer Koog ist überwiegend geprägt vom Wirtschaftsbereich des Tourismus. Im Bereich des Gemeindegebietes bestehen zahlreiche Unterkünfte für Urlaubsgäste.
Ein Wassersportverein in Sankt Peter-Ording nutzt in Tümlauer Koog eine Marina.

### Verkehr
Ins Gemeindegebiet gelangen Automobilisten über zwei Kreisstraßen. Sie zweigen in Tating und am Ende des Ortsteils Brösum in St. Peter-Ording in nördlicher Richtung von der Bundesstraße 202 ab und treffen im Koog aufeinander.

## Glocke

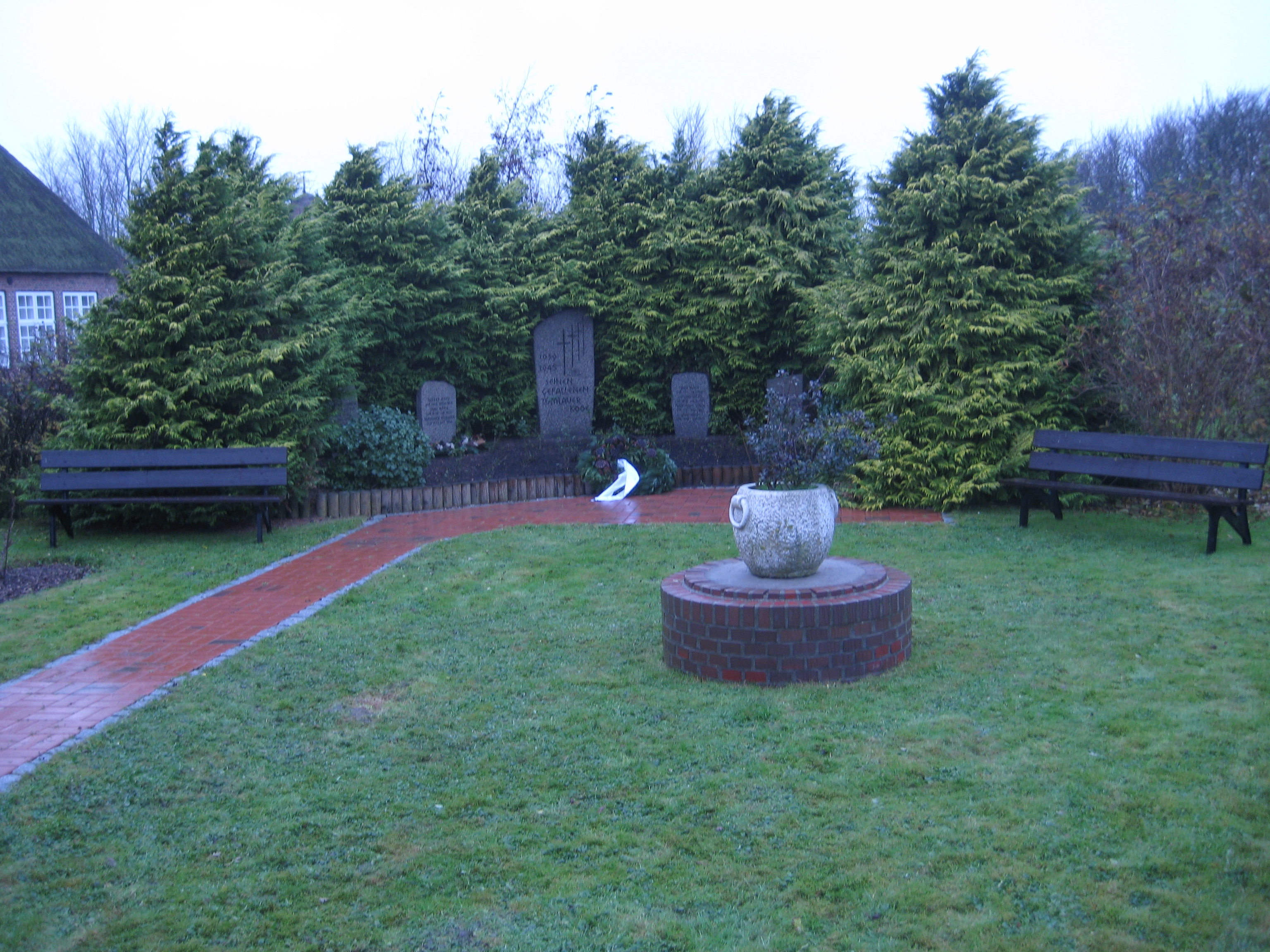
Der ehemalige Standort der Glocke am 25. November 2011

Zur Einweihung des neuen Kooges wurde in einem hölzernen Turm eine Glocke aufgehängt, die auch im Wappen der Gemeinde dargestellt ist. Die Glocke diente bis zur Aufstellung von Sirenen dazu, die Bevölkerung bei Gefahren wie Feuer oder Sturmfluten zu warnen. Außerdem wird mit ihr die Geburt neuer Koogbewohner bekanntgegeben, wobei die Läutdauer eine Minute je Pfund Geburtsgewicht beträgt.
Die Originalglocke ist im Stil des Nationalsozialismus mit Runen und Hakenkreuzen versehen und trägt die Aufschriften „Reichsnährstand“, „Hermann Göring Koog, eingeweiht vom Ministerpräsidenten Hermann Göring im Oktober 1935“ und „Das deutsche Bauerntum ist die ewige Blutquelle des deutschen Volkes“. Als Risse entstanden und sie durch eine neue ersetzt wurde, bekam die Göring-Glocke 2008 einen neuen Platz im Zentrum der Gedenkstätte der Kriegsgefallenen der Gemeinde, zusammen mit einer Tafel mit Erklärungen. Die Inschrift der Tafel lautete:

„Seit 1933 herrscht die NSDAP (Nationalsozialistische Deutsche Arbeiter Partei). Ihre Ideologie ging auf das Germanentum und die Blut und Boden-Mentalität zurück und sie behauptete, ein Volk ohne Raum zu sein. Ein neuer Koog war in den Augen der NSDAP Gewinn einer neuen Heimat am Wasser, geschaffen aus der Kraft des bodenständigen Bauerntums. Dieser Gedanke wird symbolisiert durch die Runen am oberen Rand und wiederholt durch den Spruch am unteren Rand der Glocke. Nach fast 80 Jahren folgen wir dieser Ideologie nicht mehr, aber wir müssen sie akzeptieren als eine Phase unserer Geschichte. Der Gewinn eines Kooges bleibt eine große Leistung, er schafft Land und Ernährung. Die ideologische Überhöhung ist auch aus der Not einer bestimmten Epoche zu verstehen.“

Nachdem sich ein Tourist über die Göring-Glocke und die Erklärungen dazu bei Ministerpräsident Peter Harry Carstensen beschwert hatte, ließ die Gemeindevertretung am 25. November 2011 Glocke und Tafel entfernen.